# 矢吹純
矢吹 純（やぶき じゅん、1991年4月17日 - ）は、日本の元女子プロボクサーである。初代日本女子ミニフライ級王者。現役時代は協栄ボクシングジムに所属していた。福島県石川郡浅川町出身。福島県立白河旭高等学校卒業。「あしたのジュン」の異名を持つ。

## 来歴
幼少期から剣道に打ち込み、高校卒業後は茨城県つくば市の介護施設に勤務の傍ら、県大会優勝の実績も持つ。
2014年、ボクシングに転向。11月18日、高木千愛戦でデビューを果たし、TKO勝利。
2017年3月13日、東洋太平洋女子ライトフライ級タイトルマッチ前哨戦と銘打ち、緒方汐音と対戦し判定勝利。
7月10日、初代日本ミニフライ級王座決定トーナメント準決勝として下岡由美子と対戦し5回TKO勝利。
11月20日、小村楓香との初代日本ミニフライ級王座決定戦に挑み、判定で勝利し初タイトル獲得。協栄ジム所属女子選手ではOPBF東洋太平洋スーパーフライ級の藤本りえ、同スーパーバンタム級の高野人母美につづく3人目のタイトル獲得者となった。
その後、日本王座防衛戦を希望するも、挑戦資格のある選手からは相次いで拒否され、2018年はタイ人とノンタイトル2戦戦った。
その後、関節の怪我や不整脈が発覚したため、2019年引退発表。11戦戦って全勝でプロ生活に幕を下ろした。
2021年4月30日にtwitterアカウントを、5月1日にYouTubeチャンネルを開設。K-1ファイターを目指していくことを明らかにした。

## 戦績
- 11戦11勝6KO

## 獲得タイトル
- 初代日本ミニフライ級王座（防衛0=返上）